# イカルカプラント
イカルカプラント（英: Icalcaprant、開発コード名：CVL-354）は、主にうつ病や薬物関連障害の治療に向けてアメリカの製薬会社セレベル・セラピューティクスにより開発されているオピオイド受容体拮抗薬。投与経路は経口投与。

## 概要
イカルカプラントは、κ-オピオイド受容体を選択的に拮抗し、μ-オピオイド受容体に対しては、31倍低い親和性と27倍低い阻害効力を持つ。ファイザーにより導出され、現在はセレベル・セラピューティクスが開発を進めている。2022年9月時点で、アメリカ国内において、うつ病の適応で第1相臨床試験が進行中で、薬物関連障害の適応では前臨床試験が行われている。